# Budget di tesoreria
Nella gestione d'impresa il budget di tesoreria, collocandosi all'interno della più ampia attività di budgeting aziendale, mette a disposizione del fruitore una serie di dati che evidenziano, per un determinato periodo previsionale, il dettaglio delle entrate e delle uscite di cassa. Per questo motivo, il budget di tesoreria prende anche il nome di budget di cassa o finanziario.
Come tutte le attività di budgeting, nelle imprese di una certa dimensione e complessità, il budget di tesoreria dovrebbe essere di competenza del responsabile del controllo di gestione (controller), perlomeno per la predisposizione della sua struttura fondamentale e per l'interpretazione del dato emergente.
Tale budget è solitamente composto da due elementi fondamentali. Un primo elemento che sono entrate ed uscite di cassa correlate ad operazioni già consuntivate (ad esempio il ricevimento di una fattura regolarmente registrata in contabilità che prevede un pagamento futuro) ed un secondo elemento che sono entrate ed uscite di cassa correlate ad operazioni di budget (ad esempio il budget del fatturato previsto il quale implica sia gli incassi - che ancora una volta potrebbero essere dilazionati - sia le varie imposte). Come si evince, la costruzione di un budget di tesoreria consistente e corretto, può essere, anche per le aziende più semplici, estremamente complicato con le tecniche utilizzate fino ad ora. I sistemi più moderni di controllo di gestione prevedono una costruzione completamente automatica del budget di tesoreria quale risultato della contabilità previsionale.